# ベネラ7号
ベネラ7号（ベネラ7ごう ロシア語: Венера-7）は、ソビエト連邦の金星探査計画、ベネラ計画の1つ。1970年8月17日に打上げられ、1970年12月15日、金星に初めて着陸した探査機。当初の計画では金星の地表に着陸し、その後も動作し続けるものであったが、予想を越える温度により、着陸後、電池が切れるまでの23分で通信が途絶えた。その中でもベネラ7号は探査を続け、温度（465 ℃）、圧力（90気圧）などのデータを地球に送信した。この日、ベネラ7号は別惑星表面よりデータを送った最初の探査機となった。